# Tour La Provence 2016
La 1re édition du Tour La Provence a eu lieu du 23 au 25 février 2016. La course fait partie du calendrier UCI Europe Tour 2016 en catégorie 2.1.
L'épreuve a été remportée par le Français Thomas Voeckler (Direct Énergie), vainqueur de la première étape, qui s'impose sept secondes devant le Tchèque Petr Vakoč (Etixx-Quick Step) et neuf secondes devant son coéquipier et compatriote Lilian Calmejane.
Le Colombien Fernando Gaviria (Etixx-Quick Step), lauréat de la troisième étape, gagne le classement par points tandis que le Français Rémy Di Grégorio (Delko-Marseille Provence-KTM) s'adjuge celui de la montagne. Petr Vakoč termine meilleur jeune et Maxime Bouet (Etixx-Quick Step) meilleur coureur Provençal. Pour finir la formation belge Etixx-Quick Step finit meilleure équipe.

## Présentation

### Équipes
Classé en catégorie 2.1 de l'UCI Europe Tour, le Tour La Provence est par conséquent ouvert aux WorldTeams dans la limite de 50 % des équipes participantes, aux équipes continentales professionnelles, aux équipes continentales et aux équipes nationales.
Dix-huit équipes participent à ce Tour La Provence - six WorldTeams, six équipes continentales professionnelles, cinq équipes continentales et une équipe nationale :
| UCI WorldTeams   | UCI WorldTeams | UCI WorldTeams |
| Nom de l'équipe  | Pays           | Code           |
| ---------------- | -------------- | -------------- |
| AG2R La Mondiale | France         | ALM            |
| BMC Racing       | États-Unis     | BMC            |
| Cannondale       | États-Unis     | CPT            |
| Etixx-Quick Step | Belgique       | EQS            |
| FDJ              | France         | FDJ            |
| Katusha          | Russie         | KAT            |

| Équipes continentales professionnelles | Équipes continentales professionnelles | Équipes continentales professionnelles |
| Nom de l'équipe                        | Pays                                   | Code                                   |
| -------------------------------------- | -------------------------------------- | -------------------------------------- |
| Androni Giocattoli-Sidermec            | Italie                                 | AND                                    |
| Cofidis                                | France                                 | COF                                    |
| Delko-Marseille Provence-KTM           | France                                 | DMP                                    |
| Direct Énergie                         | France                                 | DEN                                    |
| Fortuneo-Vital Concept                 | France                                 | FVC                                    |
| Wanty-Groupe Gobert                    | Belgique                               | WGG                                    |

| Équipes continentales                 | Équipes continentales | Équipes continentales |
| Nom de l'équipe                       | Pays                  | Code                  |
| ------------------------------------- | --------------------- | --------------------- |
| Armée de Terre                        | France                | ADT                   |
| HP BTP-Auber 93                       | France                | AUB                   |
| Roubaix Métropole européenne de Lille | France                | RML                   |
| Verandas Willems                      | Belgique              | VWT                   |
| Wallonie Bruxelles-Group Protect      | Belgique              | WBC                   |

| Équipe nationale                   | Équipe nationale | Équipe nationale |
| Nom de l'équipe                    | Pays             | Code             |
| ---------------------------------- | ---------------- | ---------------- |
| Équipe nationale de France espoirs | France           | FRA              |

## Étapes
Le Tour La Provence est constitué de trois étapes en ligne.
| Étape     | Date    | Villes étapes         | type            | Distance (km) | Vainqueur d'étape | Leader du classement général |
| --------- | ------- | --------------------- | --------------- | ------------- | ----------------- | ---------------------------- |
| 1re étape | 23 fév. | Aubagne – Cassis      | étape vallonnée | 169           | Thomas Voeckler   | Thomas Voeckler              |
| 2e étape  | 24 fév. | Miramas – Istres      | étape vallonnée | 185           | Davide Martinelli | Thomas Voeckler              |
| 3e étape  | 25 fév. | La Ciotat – Marseille | étape vallonnée | 173           | Fernando Gaviria  | Thomas Voeckler              |

## Déroulement de la course

### 1reétape
| Classement de l'étape | Classement de l'étape | Classement de l'étape | Classement de l'étape        | Classement de l'étape |
|                       | Coureur               | Pays                  | Équipe                       | Temps                 |
| --------------------- | --------------------- | --------------------- | ---------------------------- | --------------------- |
| 1er                   | Thomas Voeckler       | France                | Direct Énergie               | en 4 h 27 min 15 s    |
| 2e                    | Petr Vakoč            | Tchéquie              | Etixx-Quick Step             | + 7 s                 |
| 3e                    | Lilian Calmejane      | France                | Direct Énergie               | + 9 s                 |
| 4e                    | Pieter Serry          | Belgique              | Etixx-Quick Step             | + 9 s                 |
| 5e                    | Chris Anker Sørensen  | Danemark              | Fortuneo-Vital Concept       | + 9 s                 |
| 6e                    | Alessandro De Marchi  | Italie                | BMC Racing                   | + 12 s                |
| 7e                    | Anthony Roux          | France                | FDJ                          | + 14 s                |
| 8e                    | Francesco Gavazzi     | Italie                | Androni Giocattoli-Sidermec  | + 14 s                |
| 9e                    | Julien El Fares       | France                | Delko-Marseille Provence-KTM | + 14 s                |
| 10e                   | Sergey Chernetskiy    | Russie                | Katusha                      | + 14 s                |
| modifier              |                       |                       |                              |                       |

| Classement général | Classement général   | Classement général | Classement général           | Classement général |
|                    | Coureur              | Pays               | Équipe                       | Temps              |
| ------------------ | -------------------- | ------------------ | ---------------------------- | ------------------ |
| 1er                | Thomas Voeckler      | France             | Direct Énergie               | en 4 h 27 min 15 s |
| 2e                 | Petr Vakoč           | Tchéquie           | Etixx-Quick Step             | + 7 s              |
| 3e                 | Lilian Calmejane     | France             | Direct Énergie               | + 9 s              |
| 4e                 | Pieter Serry         | Belgique           | Etixx-Quick Step             | + 9 s              |
| 5e                 | Chris Anker Sørensen | Danemark           | Fortuneo-Vital Concept       | + 9 s              |
| 6e                 | Alessandro De Marchi | Italie             | BMC Racing                   | + 12 s             |
| 7e                 | Anthony Roux         | France             | FDJ                          | + 14 s             |
| 8e                 | Francesco Gavazzi    | Italie             | Androni Giocattoli-Sidermec  | + 14 s             |
| 9e                 | Julien El Fares      | France             | Delko-Marseille Provence-KTM | + 14 s             |
| 10e                | Sergey Chernetskiy   | Russie             | Katusha                      | + 14 s             |
| modifier           |                      |                    |                              |                    |

### 2eétape
| Classement de l'étape | Classement de l'étape | Classement de l'étape | Classement de l'étape              | Classement de l'étape |
|                       | Coureur               | Pays                  | Équipe                             | Temps                 |
| --------------------- | --------------------- | --------------------- | ---------------------------------- | --------------------- |
| 1er                   | Davide Martinelli     | Italie                | Etixx-Quick Step                   | en 4 h 48 min 17 s    |
| 2e                    | Fernando Gaviria      | Colombie              | Etixx-Quick Step                   | m.t                   |
| 3e                    | Daniele Ratto         | Italie                | Androni Giocattoli-Sidermec        | m.t                   |
| 4e                    | Jan Bakelants         | Belgique              | AG2R La Mondiale                   | m.t                   |
| 5e                    | Michael Van Staeyen   | Belgique              | Cofidis                            | m.t                   |
| 6e                    | Antoine Demoitié      | Belgique              | Wanty-Groupe Gobert                | m.t                   |
| 7e                    | Damien Touzé          | France                | Équipe nationale de France espoirs | m.t                   |
| 8e                    | Sergey Chernetskiy    | Russie                | Katusha                            | m.t                   |
| 9e                    | Simon Sellier         | France                | Équipe nationale de France espoirs | m.t                   |
| 10e                   | Hugo Hofstetter       | France                | Cofidis                            | m.t                   |
| modifier              |                       |                       |                                    |                       |

| Classement général | Classement général   | Classement général | Classement général          | Classement général   |
|                    | Coureur              | Pays               | Équipe                      | Temps                |
| ------------------ | -------------------- | ------------------ | --------------------------- | -------------------- |
| 1er                | Thomas Voeckler      | France             | Direct Énergie              | en + 9 h 15 min 32 s |
| 2e                 | Petr Vakoč           | Tchéquie           | Etixx-Quick Step            | + 7 s                |
| 3e                 | Lilian Calmejane     | France             | Direct Énergie              | + 9 s                |
| 4e                 | Pieter Serry         | Belgique           | Etixx-Quick Step            | + 9 s                |
| 5e                 | Chris Anker Sørensen | Danemark           | Fortuneo-Vital Concept      | + 9 s                |
| 6e                 | Alessandro De Marchi | Italie             | BMC Racing                  | + 12 s               |
| 7e                 | Jan Bakelants        | Belgique           | AG2R La Mondiale            | + 14 s               |
| 8e                 | Sergey Chernetskiy   | Russie             | Katusha                     | + 14 s               |
| 9e                 | Lawson Craddock      | États-Unis         | Cannondale                  | + 14 s               |
| 10e                | Francesco Gavazzi    | Italie             | Androni Giocattoli-Sidermec | + 14 s               |
| modifier           |                      |                    |                             |                      |

### 3eétape
| Classement de l'étape | Classement de l'étape | Classement de l'étape | Classement de l'étape       | Classement de l'étape |
|                       | Coureur               | Pays                  | Équipe                      | Temps                 |
| --------------------- | --------------------- | --------------------- | --------------------------- | --------------------- |
| 1er                   | Fernando Gaviria      | Colombie              | Etixx-Quick Step            | en 4 h 17 min 25 s    |
| 2e                    | Danilo Wyss           | Suisse                | BMC Racing                  | m.t                   |
| 3e                    | Romain Feillu         | France                | HP BTP-Auber 93             | m.t                   |
| 4e                    | Francesco Gavazzi     | Italie                | Androni Giocattoli-Sidermec | m.t                   |
| 5e                    | Anthony Roux          | France                | FDJ                         | m.t                   |
| 6e                    | Timothy Dupont        | Belgique              | Verandas Willems            | m.t                   |
| 7e                    | Sergey Chernetskiy    | Russie                | Katusha                     | m.t                   |
| 8e                    | Jan Bakelants         | Belgique              | AG2R La Mondiale            | m.t                   |
| 9e                    | Pieter Serry          | Belgique              | Etixx-Quick Step            | m.t                   |
| 10e                   | Nicolas Edet          | France                | Cofidis                     | m.t                   |
| modifier              |                       |                       |                             |                       |

## Classements finals

### Classement général final
| Classement général final | Classement général final | Classement général final | Classement général final    | Classement général final |
|                          | Coureur                  | Pays                     | Équipe                      | Temps                    |
| ------------------------ | ------------------------ | ------------------------ | --------------------------- | ------------------------ |
| 1er                      | Thomas Voeckler          | France                   | Direct Énergie              | en 13 h 32 min 57 s      |
| 2e                       | Petr Vakoč               | Tchéquie                 | Etixx-Quick Step            | + 7 s                    |
| 3e                       | Lilian Calmejane         | France                   | Direct Énergie              | + 9 s                    |
| 4e                       | Pieter Serry             | Belgique                 | Etixx-Quick Step            | + 9 s                    |
| 5e                       | Chris Anker Sørensen     | Danemark                 | Fortuneo-Vital Concept      | + 9 s                    |
| 6e                       | Alessandro De Marchi     | Italie                   | BMC Racing                  | + 12 s                   |
| 7e                       | Sergey Chernetskiy       | Russie                   | Katusha                     | + 14 s                   |
| 8e                       | Jan Bakelants            | Belgique                 | AG2R La Mondiale            | + 14 s                   |
| 9e                       | Francesco Gavazzi        | Italie                   | Androni Giocattoli-Sidermec | + 14 s                   |
| 10e                      | Anthony Roux             | France                   | FDJ                         | + 14 s                   |
| modifier                 |                          |                          |                             |                          |

### Classements annexes
| Classement par points | Classement par points | Classement par points | Classement par points | Classement par points |
| --------------------- | --------------------- | --------------------- | --------------------- | --------------------- |
|                       | Coureur               | Pays                  | Équipe                | Point(s)              |
| 1er                   | Fernando Gaviria      | Colombie              | Etixx-Quick Step      | 45 points             |
| 2e                    | Thomas Voeckler       | France                | Direct Énergie        | 25 pts                |
| 3e                    | Davide Martinelli     | Italie                | Etixx-Quick Step      | 25 pts                |
| modifier              |                       |                       |                       |                       |

| Classement de la montagne | Classement de la montagne | Classement de la montagne | Classement de la montagne    | Classement de la montagne |
| ------------------------- | ------------------------- | ------------------------- | ---------------------------- | ------------------------- |
|                           | Coureur                   | Pays                      | Équipe                       | Point(s)                  |
| 1er                       | Rémy Di Grégorio          | France                    | Delko-Marseille Provence-KTM | 26 points                 |
| 2e                        | Egor Silin                | Russie                    | Katusha                      | 18 pts                    |
| 3e                        | Pierre-Henri Lecuisinier  | France                    | FDJ                          | 12 pts                    |
| modifier                  |                           |                           |                              |                           |

| Classement du meilleur jeune | Classement du meilleur jeune | Classement du meilleur jeune | Classement du meilleur jeune | Classement du meilleur jeune |
|                              | Coureur                      | Pays                         | Équipe                       | Temps                        |
| ---------------------------- | ---------------------------- | ---------------------------- | ---------------------------- | ---------------------------- |
| 1er                          | Petr Vakoč                   | Tchéquie                     | Etixx-Quick Step             | en 13 h 33 min 4 s           |
| 2e                           | Lilian Calmejane             | France                       | Direct Énergie               | + 2 s                        |
| 3e                           | Lawson Craddock              | États-Unis                   | Cannondale                   | + 7 s                        |
| modifier                     |                              |                              |                              |                              |

| Classement du meilleur Provençal | Classement du meilleur Provençal | Classement du meilleur Provençal | Classement du meilleur Provençal | Classement du meilleur Provençal |
|                                  | Coureur                          | Pays                             | Équipe                           | Temps                            |
| -------------------------------- | -------------------------------- | -------------------------------- | -------------------------------- | -------------------------------- |
| 1er                              | Maxime Bouet                     | France                           | Etixx-Quick Step                 | en 13 h 33 min 11 s              |
| 2e                               | Julien El Fares                  | France                           | Delko-Marseille Provence-KTM     | + 0 s                            |
| 3e                               | Rémy Di Grégorio                 | France                           | Delko-Marseille Provence-KTM     | + 2 min 57 s                     |
| modifier                         |                                  |                                  |                                  |                                  |

| \| Classement par équipes[2] \| Classement par équipes[2] \| Classement par équipes[2] \| Classement par équipes[2] \| \| \| Équipe \| Pays \| Temps \| \| ------------------------- \| ------------------------- \| ------------------------- \| ------------------------- \| \| 1re \| Etixx-Quick Step \| Belgique \| en 40 h 39 min 21 s \| \| 2e \| BMC Racing \| États-Unis \| + 51 s \| \| 3e \| Direct Énergie \| France \| + 2 min 36 s \| \| modifier \| \| \| \| |                  |            |                     |
| Classement par équipes |                  |            |                     |
| | Équipe           | Pays       | Temps               |
| 1re | Etixx-Quick Step | Belgique   | en 40 h 39 min 21 s |
| 2e | BMC Racing       | États-Unis | + 51 s              |
| 3e | Direct Énergie   | France     | + 2 min 36 s        |
| modifier |                  |            |                     |

### UCI Europe Tour
Ce Tour La Provence attribue des points pour l'UCI Europe Tour 2016, y compris aux coureurs faisant partie d'une équipe ayant un label WorldTeam. De plus la course donne le même nombre de points individuellement à tous les coureurs pour le Classement mondial UCI 2016.
| Position           | 1er | 2e | 3e | 4e | 5e | 6e | 7e | 8e | 9e | 10e | 11e | 12e | 13e à 15e | 16e à 25e |
| Classement général | 125 | 85 | 70 | 60 | 50 | 40 | 35 | 30 | 25 | 20  | 15  | 10  | 5         | 3         |
| Par étape          | 14  | 5  | 3  |    |    |    |    |    |    |     |     |     |           |           |
| Leader, par étape  | 3   |    |    |    |    |    |    |    |    |     |     |     |           |           |

| Cycliste             | Équipe                                | Général | Étape | Leader | Total |
| -------------------- | ------------------------------------- | ------- | ----- | ------ | ----- |
| Thomas Voeckler      | Direct Énergie                        | 125     | 14    | 6      | 145   |
| Petr Vakoč           | Etixx-Quick Step                      | 85      | 5     | -      | 90    |
| Lilian Calmejane     | Direct Énergie                        | 70      | 3     | -      | 73    |
| Pieter Serry         | Etixx-Quick Step                      | 60      | -     | -      | 60    |
| Chris Anker Sørensen | Fortuneo-Vital Concept                | 50      | -     | -      | 50    |
| Alessandro De Marchi | BMC Racing                            | 40      | -     | -      | 40    |
| Sergey Chernetskiy   | Katusha                               | 35      | -     | -      | 35    |
| Jan Bakelants        | AG2R La Mondiale                      | 30      | -     | -      | 30    |
| Francesco Gavazzi    | Androni Giocattoli-Sidermec           | 25      | -     | -      | 25    |
| Anthony Roux         | FDJ                                   | 20      | -     | -      | 20    |
| Fernando Gaviria     | Etixx-Quick Step                      | -       | 19    | -      | 19    |
| Lawson Craddock      | Cannondale                            | 15      | -     | -      | 15    |
| Davide Martinelli    | Etixx-Quick Step                      | -       | 14    | -      | 14    |
| Maxime Bouet         | Etixx-Quick Step                      | 10      | -     | -      | 10    |
| Danilo Wyss          | BMC Racing                            | 3       | 5     | -      | 8     |
| Anthony Delaplace    | Fortuneo-Vital Concept                | 5       | -     | -      | 5     |
| Julien El Fares      | Delko-Marseille Provence-KTM          | 5       | -     | -      | 5     |
| Amaël Moinard        | BMC Racing                            | 5       | -     | -      | 5     |
| Odd Christian Eiking | FDJ                                   | 3       | -     | -      | 3     |
| Romain Feillu        | HP BTP-Auber 93                       | -       | 3     | -      | 3     |
| Élie Gesbert         | Équipe nationale de France espoirs    | 3       | -     | -      | 3     |
| Kevyn Ista           | Wallonie Bruxelles-Group Protect      | 3       | -     | -      | 3     |
| Quentin Pacher       | Delko-Marseille Provence-KTM          | 3       | -     | -      | 3     |
| Olivier Pardini      | Wallonie Bruxelles-Group Protect      | 3       | -     | -      | 3     |
| Daniele Ratto        | Androni Giocattoli-Sidermec           | -       | 3     | -      | 3     |
| Christophe Riblon    | AG2R La Mondiale                      | 3       | -     | -      | 3     |
| Toms Skujiņš         | Cannondale                            | 3       | -     | -      | 3     |
| Simon Špilak         | Katusha                               | 3       | -     | -      | 3     |
| Jimmy Turgis         | Roubaix Métropole européenne de Lille | 3       | -     | -      | 3     |

## Évolution des classements
| Étape              | Vainqueur          | Classement général | Classement par points | Classement de la montagne | Classement du meilleur jeune | Classement du meilleur Provençal | Classement par équipes | Coureur le plus combatif |
| ------------------ | ------------------ | ------------------ | --------------------- | ------------------------- | ---------------------------- | -------------------------------- | ---------------------- | ------------------------ |
| 1                  | Thomas Voeckler    | Thomas Voeckler    | Thomas Voeckler       | Julien Antomarchi         | Petr Vakoč                   | Julien El Fares                  | Etixx-Quick Step       | Jean-Christophe Péraud   |
| 2                  | Davide Martinelli  | Thomas Voeckler    | Thomas Voeckler       | Rémy Di Grégorio          | Petr Vakoč                   | Julien El Fares                  | Etixx-Quick Step       | Yoann Bagot              |
| 3                  | Fernando Gaviria   | Thomas Voeckler    | Fernando Gaviria      | Rémy Di Grégorio          | Petr Vakoč                   | Maxime Bouet                     | Etixx-Quick Step       | Loïc Chetout             |
| Classements finals | Classements finals | Thomas Voeckler    | Fernando Gaviria      | Rémy Di Grégorio          | Petr Vakoč                   | Maxime Bouet                     | Etixx-Quick Step       | Non décerné              |

## Liste des participants
- Liste de départ complète

| Légende                                    | Légende                                                                                                  | Légende                                | Légende                                                                                                  |
| ------------------------------------------ | --- | -------------------------------------- | --- |
| Num                                        | Dossard de départ porté par le coureur sur ce Tour La Provence                                           | Pos                                    | Position finale au classement général                                                                    |
| Leader du classement général               | Indique le vainqueur du classement général                                                               | Leader du classement par points        | Indique le vainqueur du classement par points                                                            |
| Leader du classement de la montagne        | Indique le vainqueur du classement de la montagne                                                        | Leader du classement du meilleur jeune | Indique le vainqueur du classement du meilleur jeune                                                     |
| Leader du classement du meilleur Provençal | Indique le vainqueur du classement du meilleur Provençal                                                 |                                        | Indique un maillot de champion national ou mondial, suivi de sa spécialité                               |
| #                                          | Indique la meilleure équipe                                                                              | NP                                     | Indique un coureur qui n'a pas pris le départ d'une étape, suivi du numéro de l'étape où il s'est retiré |
| AB                                         | Indique un coureur qui n'a pas terminé une étape, suivi du numéro de l'étape où il s'est retiré          | HD                                     | Indique un coureur qui a terminé une étape hors des délais, suivi du numéro de l'étape                   |
| *                                          | Indique un coureur en lice pour le classement du meilleur jeune (coureurs nés après le 1er janvier 1992) |                                        | |

| AG2R La Mondiale ALM              | AG2R La Mondiale ALM         | AG2R La Mondiale ALM |
| --------------------------------- | ---------------------------- | -------------------- |
| Num                               | Coureur                      | Pos                  |
| 1                                 | Jan Bakelants (BEL)          | 8e                   |
| 2                                 | Nico Denz (GER)*             | 100e                 |
| 3                                 | Samuel Dumoulin (FRA)        | 97e                  |
| 4                                 | Maxime Daniel (FRA)          | 93e                  |
| 5                                 | Patrick Gretsch (GER)        | 99e                  |
| 6                                 | Julien Bérard (FRA)          | 40e                  |
| 7                                 | Jean-Christophe Péraud (FRA) | 61e                  |
| 8                                 | Christophe Riblon (FRA)      | 23e                  |
| Directeur sportif : Didier Jannel |                              |                      |

| FDJ                               | FDJ                             | FDJ  |
| --------------------------------- | ------------------------------- | ---- |
| Num                               | Coureur                         | Pos  |
| 11                                | Kévin Réza (FRA)                | 42e  |
| 12                                | Sébastien Chavanel (FRA)        | AB-3 |
| 13                                | Odd Christian Eiking (NOR)*     | 17e  |
| 14                                | Pierre-Henri Lecuisinier (FRA)* | 57e  |
| 15                                | Jérémy Maison (FRA)*            | 81e  |
| 16                                | Lorrenzo Manzin (FRA)*          | 90e  |
| 17                                | Anthony Roux (FRA)              | 10e  |
| 18                                | Cédric Pineau (FRA)             | 96e  |
| Directeur sportif : Franck Pineau |                                 |      |

| BMC Racing BMC                    | BMC Racing BMC             | BMC Racing BMC |
| --------------------------------- | -------------------------- | -------------- |
| Num                               | Coureur                    | Pos            |
| 21                                | Tom Bohli (SUI)*           | 31e            |
| 22                                | Alessandro De Marchi (ITA) | 6e             |
| 23                                | Amaël Moinard (FRA)        | 14e            |
| 24                                | Taylor Phinney (USA)       | 73e            |
| 25                                | Manuel Senni (ITA)*        | 44e            |
| 26                                | Peter Velits (SVK)         | 28e            |
| 27                                | Loïc Vliegen (BEL)*        | 37e            |
| 28                                | Danilo Wyss (SUI) (Route)  | 16e            |
| Directeur sportif : Yvon Ledanois |                            |                |

| Katusha KAT                          | Katusha KAT              | Katusha KAT |
| ------------------------------------ | ------------------------ | ----------- |
| Num                                  | Coureur                  | Pos         |
| 31                                   | Maxim Belkov (RUS)       | 91e         |
| 32                                   | Sergey Chernetskiy (RUS) | 7e          |
| 33                                   | Alexander Porsev (RUS)   | 88e         |
| 34                                   |                          |             |
| 35                                   | Jhonatan Restrepo (COL)* | 60e         |
| 36                                   | Egor Silin (RUS)         | 62e         |
| 37                                   | Simon Špilak (SLO)       | 20e         |
| 38                                   | Ángel Vicioso (ESP)      | 41e         |
| Directeur sportif : Dimitri Konyshev |                          |             |

| Etixx-Quick Step # EQS             | Etixx-Quick Step # EQS    | Etixx-Quick Step # EQS |
| ---------------------------------- | ------------------------- | ---------------------- |
| Num                                | Coureur                   | Pos                    |
| 41                                 | Julian Alaphilippe (FRA)* | NP-3                   |
| 42                                 | Maxime Bouet (FRA)        | 12e                    |
| 43                                 | Davide Martinelli (ITA)*  | 87e                    |
| 44                                 | Fernando Gaviria (COL)*   | 59e                    |
| 45                                 | Martin Velits (SVK)       | 63e                    |
| 46                                 | Pieter Serry (BEL)        | 4e                     |
| 47                                 | Petr Vakoč (CZE)* (Route) | 2e                     |
| 48                                 | Carlos Verona (ESP)*      | 85e                    |
| Directeur sportif : Davide Bramati |                           |                        |

| Cannondale CPT                       | Cannondale CPT         | Cannondale CPT |
| ------------------------------------ | ---------------------- | -------------- |
| Num                                  | Coureur                | Pos            |
| 51                                   | Andrew Talansky (USA)  | 52e            |
| 52                                   | Joe Dombrowski (USA)   | 33e            |
| 53                                   | Lawson Craddock (USA)* | 11e            |
| 54                                   | Phillip Gaimon (USA)   | AB-3           |
| 55                                   | Alex Howes (USA)       | 51e            |
| 56                                   | Toms Skujiņš (LAT)     | 18e            |
| 57                                   | Wouter Wippert (NED)   | AB-3           |
| 58                                   | Ruben Zepuntke (GER)*  | AB-3           |
| Directeur sportif : Eric Van Lancker |                        |                |

| Cofidis COF                          | Cofidis COF               | Cofidis COF |
| ------------------------------------ | ------------------------- | ----------- |
| Num                                  | Coureur                   | Pos         |
| 61                                   | Yoann Bagot (FRA)         | 69e         |
| 62                                   | Stéphane Rossetto (FRA)   | 34e         |
| 63                                   | Loïc Chetout (FRA)*       | 47e         |
| 64                                   | Nicolas Edet (FRA)        | 65e         |
| 65                                   | Hugo Hofstetter (FRA)*    | 72e         |
| 66                                   | Gert Jõeäär (EST) (Route) | 77e         |
| 67                                   | Anthony Perez (FRA)       | 75e         |
| 68                                   | Michael Van Staeyen (BEL) | AB-3        |
| Directeur sportif : Jean-Luc Jonrond |                           |             |

| Direct Énergie DEN                   | Direct Énergie DEN        | Direct Énergie DEN |
| ------------------------------------ | ------------------------- | ------------------ |
| Num                                  | Coureur                   | Pos                |
| 71                                   | Lilian Calmejane (FRA)*   | 3e                 |
| 72                                   | Jérémy Cornu (FRA)        | 101e               |
| 73                                   | Yohann Gène (FRA)         | 74e                |
| 74                                   | Bryan Nauleau (FRA)       | AB-1               |
| 75                                   | Fabrice Jeandesboz (FRA)  | 66e                |
| 76                                   | Romain Sicard (FRA)       | 43e                |
| 77                                   | Guillaume Thévenot (FRA)* | 103e               |
| 78                                   | Thomas Voeckler (FRA)     | 1er                |
| Directeur sportif : Jimmy Engoulvent |                           |                    |

| Fortuneo-Vital Concept FVC          | Fortuneo-Vital Concept FVC         | Fortuneo-Vital Concept FVC |
| ----------------------------------- | ---------------------------------- | -------------------------- |
| Num                                 | Coureur                            | Pos                        |
| 81                                  | Frédéric Brun (FRA)                | 80e                        |
| 82                                  | Maxime Cam (FRA)*                  | 76e                        |
| 83                                  | Anthony Delaplace (FRA)            | 15e                        |
| 84                                  | Pierrick Fédrigo (FRA)             | AB-1                       |
| 85                                  | Kévin Ledanois (FRA)*              | 92e                        |
| 86                                  | Chris Anker Sørensen (DEN) (Route) | 5e                         |
| 87                                  | Julien Loubet (FRA)                | 53e                        |
| 88                                  | Francis Mourey (FRA)               | 105e                       |
| Directeur sportif : Emmanuel Hubert |                                    |                            |

| Delko-Marseille Provence-KTM DMP    | Delko-Marseille Provence-KTM DMP | Delko-Marseille Provence-KTM DMP |
| ----------------------------------- | -------------------------------- | -------------------------------- |
| Num                                 | Coureur                          | Pos                              |
| 91                                  | Benjamin Giraud (FRA)            | 95e                              |
| 92                                  | Rémy Di Grégorio (FRA)           | 35e                              |
| 93                                  | Quentin Pacher (FRA)*            | 21e                              |
| 94                                  | Julien El Fares (FRA)            | 13e                              |
| 95                                  | Martin Laas (EST)*               | AB-3                             |
| 96                                  | Daniel Díaz (ARG)                | 64e                              |
| 97                                  | Delio Fernández (ESP)            | 38e                              |
| 98                                  | Evaldas Šiškevičius (LTU)        | 94e                              |
| Directeur sportif : Gilles Pauchard |                                  |                                  |

| Wallonie Bruxelles-Group Protect WBC  | Wallonie Bruxelles-Group Protect WBC | Wallonie Bruxelles-Group Protect WBC |
| ------------------------------------- | ------------------------------------ | ------------------------------------ |
| Num                                   | Coureur                              | Pos                                  |
| 101                                   | Ludwig De Winter (BEL)*              | AB-3                                 |
| 102                                   | Kevyn Ista (BEL)                     | 24e                                  |
| 103                                   | Gaëtan Pons (BEL)*                   | AB-3                                 |
| 104                                   | Olivier Pardini (BEL)                | 22e                                  |
| 105                                   | Grégory Habeaux (BEL)                | 71e                                  |
| 106                                   | Julien Stassen (BEL)                 | 39e                                  |
| 107                                   | Olivier Chevalier (BEL)              | 82e                                  |
| 108                                   | Jimmy Duquennoy (BEL)*               | AB-3                                 |
| Directeur sportif : Frédéric Amorison |                                      |                                      |

| Wanty-Groupe Gobert WGG                 | Wanty-Groupe Gobert WGG | Wanty-Groupe Gobert WGG |
| --------------------------------------- | ----------------------- | ----------------------- |
| Num                                     | Coureur                 | Pos                     |
| 111                                     | Lander Seynaeve (BEL)*  | AB-3                    |
| 112                                     | Gaëtan Bille (BEL)      | AB-3                    |
| 113                                     |                         |                         |
| 114                                     | Antoine Demoitié (BEL)  | 56e                     |
| 115                                     | Boris Dron (BEL)        | AB-1                    |
| 116                                     |                         |                         |
| 117                                     | Marco Minnaard (NED)    | 26e                     |
| 118                                     | Danilo Napolitano (ITA) | 102e                    |
| Directeur sportif : Sébastien Demarbaix |                         |                         |

| Androni Giocattoli-Sidermec AND     | Androni Giocattoli-Sidermec AND | Androni Giocattoli-Sidermec AND |
| ----------------------------------- | ------------------------------- | ------------------------------- |
| Num                                 | Coureur                         | Pos                             |
| 121                                 | Franco Pellizotti (ITA)         | 32e                             |
| 122                                 | Giorgio Cecchinel (ITA)         | 83e                             |
| 123                                 | Francesco Gavazzi (ITA)         | 9e                              |
| 124                                 | Marco Frapporti (ITA)           | 46e                             |
| 125                                 | Daniele Ratto (ITA)             | 58e                             |
| 126                                 |                                 |                                 |
| 127                                 | Serghei Tvetcov (ROU) (Route)   | AB-3                            |
| 128                                 | Egan Bernal (COL)*              | 36e                             |
| Directeur sportif : Giovanni Ellena |                                 |                                 |

| Armée de Terre ADT               | Armée de Terre ADT       | Armée de Terre ADT |
| -------------------------------- | ------------------------ | ------------------ |
| Num                              | Coureur                  | Pos                |
| 131                              | Bryan Alaphilippe (FRA)* | AB-3               |
| 132                              | Alexis Bodiot (FRA)      | AB-3               |
| 133                              | Jordan Levasseur (FRA)*  | AB-1               |
| 134                              | Clément Penven (FRA)     | 98e                |
| 135                              | Stéphane Poulhiès (FRA)  | NP-3               |
| 136                              | Jimmy Raibaud (FRA)      | AB-3               |
| 137                              | Thomas Rostollan (FRA)   | NP-3               |
| 138                              | Benoît Sinner (FRA)      | 89e                |
| Directeur sportif : Cédric Barre |                          |                    |

| HP BTP-Auber 93 AUB                | HP BTP-Auber 93 AUB       | HP BTP-Auber 93 AUB |
| ---------------------------------- | ------------------------- | ------------------- |
| Num                                | Coureur                   | Pos                 |
| 141                                | Flavien Dassonville (FRA) | 30e                 |
| 142                                | Romain Feillu (FRA)       | 55e                 |
| 143                                | Maxime Renault (FRA)      | 70e                 |
| 144                                | Anthony Maldonado (FRA)   | 67e                 |
| 145                                | Guillaume Levarlet (FRA)  | 27e                 |
| 146                                | César Bihel (FRA)         | 86e                 |
| 147                                | Alo Jakin (EST)           | 45e                 |
| 148                                | Théo Vimpère (FRA)        | 84e                 |
| Directeur sportif : Stephan Gaudry |                           |                     |

| Roubaix Métropole européenne de Lille RML | Roubaix Métropole européenne de Lille RML | Roubaix Métropole européenne de Lille RML |
| ----------------------------------------- | ----------------------------------------- | ----------------------------------------- |
| Num                                       | Coureur                                   | Pos                                       |
| 151                                       | Julien Antomarchi (FRA)                   | AB-3                                      |
| 152                                       | Maxime Vantomme (BEL)                     | AB-3                                      |
| 153                                       | Dieter Bouvry (BEL)*                      | AB-3                                      |
| 154                                       | Jérémy Leveau (FRA)*                      | NP-2                                      |
| 155                                       | Louis Verhelst (BEL)                      | AB-3                                      |
| 156                                       | Florent Pereira (FRA)*                    | 79e                                       |
| 157                                       | Félix Pouilly (FRA)*                      | AB-3                                      |
| 158                                       | Jimmy Turgis (FRA)                        | 19e                                       |
| Directeur sportif : Frédéric Delcambre    |                                           |                                           |

| Verandas Willems VWT                  | Verandas Willems VWT        | Verandas Willems VWT |
| ------------------------------------- | --------------------------- | -------------------- |
| Num                                   | Coureur                     | Pos                  |
| 161                                   | Aidis Kruopis (LTU) (Route) | AB-1                 |
| 162                                   | Timothy Dupont (BEL)        | 48e                  |
| 163                                   | Joeri Calleeuw (BEL)        | 54e                  |
| 164                                   | Stef Van Zummeren (BEL)     | AB-3                 |
| 165                                   | Tim De Troyer (BEL)         | AB-3                 |
| 166                                   | Sander Cordeel (BEL)        | 78e                  |
| 167                                   | Jan Ghyselinck (BEL)        | AB-3                 |
| 168                                   | Elias Van Breussegem (BEL)* | 104e                 |
| Directeur sportif : Gautier De Winter |                             |                      |

| Équipe nationale de France espoirs FRA   | Équipe nationale de France espoirs FRA | Équipe nationale de France espoirs FRA |
| ---------------------------------------- | -------------------------------------- | -------------------------------------- |
| Num                                      | Coureur                                | Pos                                    |
| 171                                      | Corentin Ermenault (FRA)*              | NP-3                                   |
| 172                                      | Élie Gesbert (FRA)*                    | 25e                                    |
| 173                                      | Dylan Kowalski (FRA)*                  | AB-1                                   |
| 174                                      | Jérémy Lecroq (FRA)*                   | AB-3                                   |
| 175                                      | Valentin Madouas (FRA)*                | 49e                                    |
| 176                                      | Nans Peters (FRA)*                     | 29e                                    |
| 177                                      | Simon Sellier (FRA)*                   | 50e                                    |
| 178                                      | Damien Touzé (FRA)*                    | 68e                                    |
| Directeur sportif : Pierre-Yves Chatelon |                                        |                                        |